# رویدادنامه کاماکورا
رویدادنامه کاماکورا (به ژاپنی: 鎌倉年代記) کتابی است تاریخی به روش گاهشمار که در دوره کاماکورا (۱۳۳۳ تا ۱۱۸۵ میلادی) در سال ۱۳۳۱ میلادی تدوین شده و سال بعد یک تأییدنامه به آن افزوده شده‌است.
این رویدادنامه وقایع سال‌های ۱۱۸۳ تا ۱۳۳۱ را در بر می‌گیرد و یکی از منابع با ارزش در مورد وقایع شوگون‌سالاری کاماکورا به‌شمار می‌رود. نویسندهٔ این رویدادنامه نامشخص است.